# *shels
*shels est un groupe de rock britannique, originaire de Londres, en Angleterre. Formé par Medhi Safa (Mahumodo), le groupe change continuellement de line-up au gré des envies et des musiciens présents; il serait donc plus juste de parler d'une communauté *shels autour de laquelle gravitent de nombreux autres groupes (Latitudes, Kopek, Parliament of Owls) auxquels s'ajoutent les groupes d'origines des membres composant le groupe.

## Biographie
Le groupe est formé en 2003 par le guitariste et chanteur Medhi Safa et le batteur Tim Harriman, après la séparation de leur groupe d'origine, Mahumodo. Le groupe tire son nom de l'EP de Mahumodo en 1999, intitulé Shels. Ils sortent leur premier EP, Wingsfortheirsmiles, en 2004 sous le label créé en 2002 par Medhi Safa, Shelsmusic.
Le groupe sortira son premier album studio trois ans plus tard, le 18 juin 2007, Sea of the Dying Dhow. L'album reçoit des critiques positives,,, et est nommé par le magazine Rock Sound dans les meilleurs albums de l'année. Ils partent en tournée à travers le Royaume-Uni en juin et juillet de la même année pour faire la promotion de leur album. la tournée comprend une performance au GuilFest, où ils partagent la scène avec My Vitriol et Zico Chain,.
En novembre 2007, Shels sort leur second EP, Laurentian's Atoll. Cet EP est constitué de trois morceaux remasterisés de Wingsfortheirsmiles, de quatre nouveaux titres et une version extend de Water, de l'album Sea of the Dying Dhow. Le 27 juin 2011, leur second album studio, Plains of the Purple Buffalo, sort,.

## Membres
- Medhi Safa - chant, guitare
- Tom Harriman - batterie
- Simon Maine - guitare
- Green Dave - guitare
- Phil Maine - guitare
- Red Dave - basse
- Ed Mathews - claviers
- Arif Driessen - trompette

## Discographie

### EP
- 2004 : Wingsfortheirsmiles
- 2007 : Laurentian's Atoll